# Berastagi
Berastagi (gelegentlich auch: Brastagi) ist eine Stadt auf der indonesischen Insel Sumatra im Regierungsbezirk Karo.
Berastagi liegt im Nordwesten Sumatras (Provinz Sumatra Utara) auf 1330 Meter Höhe am Rande des Toba-Hochlandes, 66 Kilometer südwestlich von Medan und ungefähr 50 km nordöstlich vom Tobasee. Wegen des angenehmen Klimas kamen schon in den 1920er Jahren Niederländer aus der sumpfigen Küstenebene zur Erholung hierher, um sich ein ländliches Rückzugsgebiet einzurichten. Heute errichten wohlhabende Medaner hier Wochenendhäuser.
In der Stadt wohnen überwiegend Karo-Batak. Die Stadt gehört zum Regierungsbezirk Karo, dessen Hauptstadt Kabanjahe liegt 11 km südlich.
Die Umgebung beeindruckt durch zwei Vulkane: den 2.095 m hohen Gunung Sibayak und im Nordwesten durch den 2.454 m hohen Gunung Sinabung.

## Historische Bilder
Das Tropenmuseum in Amsterdam stellte Wikimedia Commons im Rahmen einer Zusammenarbeit eine Vielzahl historischer Fotos aus Berastagi und Umgebung zur Verfügung.

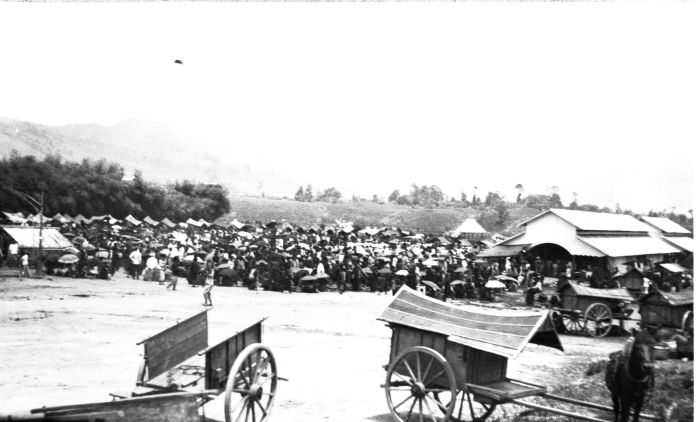
Markt in Berastagi (1918/19)
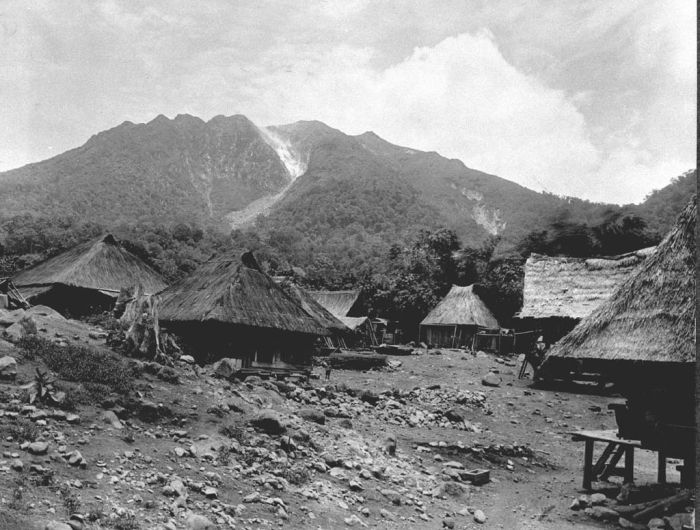
Batak-Dorf bei Berastagi (1925)
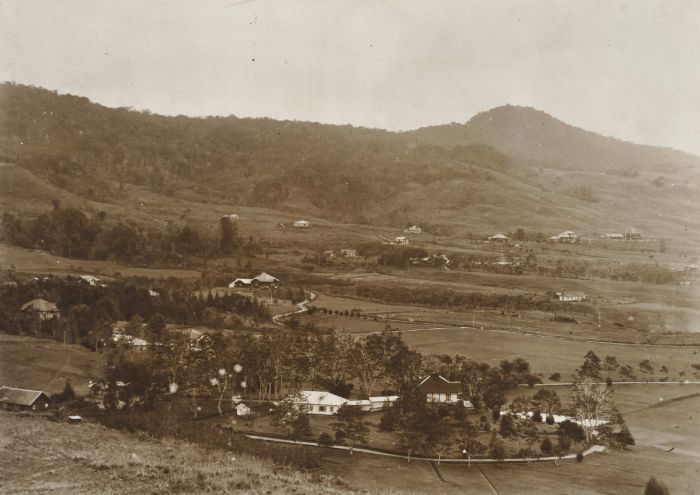
Ansicht von Berastagi (1920/25)
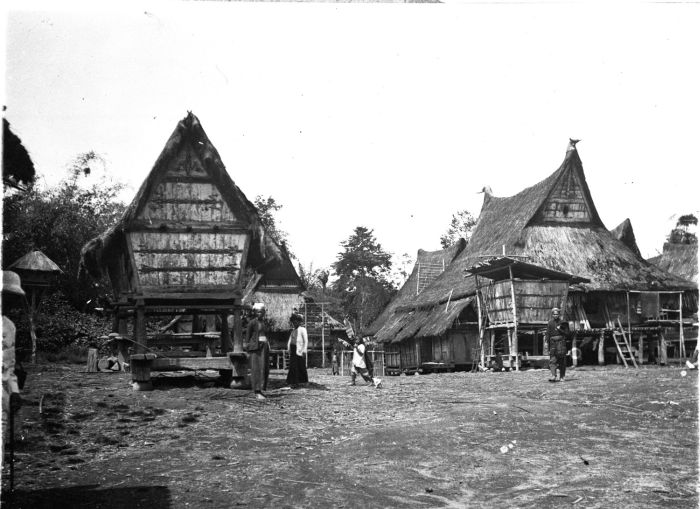
Batak-Dorf nahe Berastagi (1918/19)